# Stekene
Stekene è un comune belga situato nella regione fiamminga.

## Suddivisioni
|                  | \| # \| Nome \| \| ---------------- \| -------------------------------------------------- \| \| I (III) (IV) (V) \| Stekene -Stekene -Klein-Sinaai -Preekeke -Koewacht \| \| II \| Kemzeke \| |
| #                | Nome |
| I (III) (IV) (V) | Stekene -Stekene -Klein-Sinaai -Preekeke -Koewacht |
| II               | Kemzeke |